# 多布里察·喬西奇
多布里察·喬西奇（發音：[dǒbritsa tɕôːsitɕ]；1921年12月29日—2014年5月18日）是南斯拉夫联盟共和国首任总统，民族主义作家。被视为塞尔维亚的国父。

## 生平
1939年乔西奇加入共产主义青年组织，1941年参加抗德游击队，战后成为一名负责宣传的官员。
乔西奇早年同铁托关系密切，1960年代同铁托政治观点相左，倾向于民族主义，批评塞尔维亚人在南斯拉夫地位弱化。
1992年6月，乔西奇当选南斯拉夫联盟共和国首任总统。1993年5月被联邦议会罢黜。此后一直反对米洛舍维奇。
2014年5月18日，在塞尔维亚贝尔格莱德家中逝世。